# Polyortha nigriguttata
Polyortha nigriguttata es una especie de polilla de la familia Tortricidae. Se encuentra en Panamá.